# 代王街道
代王街道，旧称代王镇，全称代王街道办，是西安市临潼区下设的一个街道办，位于临潼市区东9公里，兵马俑东1公里，有快速干道直通市区。
代王有22个村委会，156个村民小组。总人口55186人。总人口702484人，其中农业人口41652人，非农业人口13534人。邮政编码710611。
2008年，全街道办规模以上工业总产值完成56.131亿元，农业产值完成7229万元，牧业产值完成5094万元，粮食产量完成21791吨。农民人均纯收入达到4805元。
街道办内有陕鼓集团、空军西安军械修理厂两个工厂，且有地质队驻地。有陕鼓中学，代王中学两所学校，陕鼓医院一所医院。有扁鹊墓和蔺相如墓等遗址。